# Chiesa di San Pietro Apostolo (Nepi)
La chiesa di San Pietro apostolo è una chiesa di Nepi, in provincia di Viterbo. Sorge in via di San Pietro, traversa della centrale via del Corso.

## Storia
Esistente già dalla metà del XIII secolo, venne restaurata nel 1465.
In origine aveva un orientamento est-ovest, ma dopo il nuovo assetto urbano conferito alla città da Antonio da Sangallo il Giovane nel XVI secolo, i frati agostiniani, custodi dell'edificio, decisero di invertire l'asse, rivolgendo la facciata verso la nuova via del Corso. La raccolta di fondi iniziò solamente nel 1745 e il cantiere venne aperto nel 1755. Capomastro e direttore dei lavori fu il frate agostiniano Giuseppe Casella, il quale aveva già lavorato alla chiesa della Trinità di Viterbo.

## Descrizione

### Facciata
La facciata è incuneata tra due palazzi che creano una stretta viuzza. Lo spazio utile per la facciata era molto inferiore rispetto alla reale ampiezza dell'interno e per risolvere il problema vennero creati due ordini architettonici distinti: il primo inquadra il portale con due colonne incassate, ed è rapportato alla scala della viuzza che funge da sagrato; un secondo ordine è costituito da due paraste di ordine gigante ribattute, che riconduce alle reali dimensioni dell'edificio retrostante.
A coronamento, la trabeazione ed un timpano.
Sopra la porta lo stemma dell'ordine Agostiniano, il Vangelo e il Cuore trafitto, mentre nella specchiatura superiore le chiavi decussate e il triregno papale.

### Interno
La chiesa venne concepita a pianta ellittica, coperta da una grande cupola. Sono presenti quattro altari laterali e un presbiterio sul fondo, separato dallo spazio centrale per mezzo di quattro colonne con trabeazione concava.
Sul lato destro si trovano l'altare di san Tommaso da Villanova, raffigurato mentre aiuta i poveri, e l'altare successivo della Madonna della Consolazione, ai cui piedi sono santa Monica e sant'Agostino.
Sul lato sinistro il primo altare è dedicato al santo frate agostiniano Nicola da Tolentino, raffigurato quale soccorritore delle anime sante del Purgatorio, mentre il secondo è dedicato a san Pietro Apostolo (titolare della chiesa), sant'Antonio Abate e santo Stefano protomartire.
Dietro l'altare maggiore, in alto sulla parete di fondo, chiusa in un'edicola ricca di stucchi colorati, si trova la tavola della Madonna della Libera o anche detta "dei raccomandati", che raffigura Maria mentre col suo manto protegge il popolo cristiano da un Cristo scagliante saette verso la terra. La tavola è ascrivibile al XV secolo.
Ai lati dell'ingresso si trovano due piccole cappelle: una accoglie il fonte battesimale, mentre l'altra ospita una tela raffigurante la Pietà.